# Наумовка (Бобровицкий район)
Наумо́вка (укр. Наумівка) – село, расположенное на территории Бобровицкого района Черниговской области (Украина).
Население составляет 246 жителей (2006 год). Плотность населения — 527,9 чел/кв.км.
Впервые упоминается в 1926 году.
Село Наумовка находится примерно в 19 км к северо-востоку от центра города Бобровица. Средняя высота населённого пункта — 133 м над уровнем моря. Село находится в зоне умеренного умеренно континентального климата.
Национальный состав представлен преимущественно украинцами, конфессиональный состав — христианами.